# Denis Serre
Pour les articles homonymes, voir Serre (homonymie).
Denis Serre est un mathématicien français né le 1er novembre 1954 à Nancy, professeur à l’École normale supérieure de Lyon. Il est le neveu du mathématicien français Jean-Pierre Serre, et de Josiane Serre, chimiste, ancienne directrice de l' École normale supérieure de jeunes filles, le cousin germain de Claudine Monteil.
Ses thèmes de recherche actuels sont les équations aux dérivées partielles (EDP), les lois de conservation et la mécanique des milieux continus.

## Parcours scolaire et universitaire
Denis Serre intègre l'École normale supérieure de Saint-Cloud en 1974. Il est reçu 1er ex æquo à l'agrégation de mathématiques en 1977. Il obtient un doctorat de 3e cycle en 1978 et un doctorat ès Sciences en 1982, sous la direction de Roger Temam.

## Distinctions
- Prix Blaise-Pascal du GAMNI-SMAI, 1990.
- Membre junior de l'Institut universitaire de France, 1992-1997.
- Prix Institut Henri-Poincaré/Gauthier-Villars, 2000.
- Chevalier des Palmes académiques.
- Fellow[2] de la Société mathématique américaine (AMS), 2015.
- Prix Jacques-Louis Lions de l'Académie des sciences, 2017[3].

## Note et référence
1. ↑  L'effet de Serre, sur la page personnelle de Denis Serre
2. ↑  Ce terme, qu'on peut traduire par compagnon, est attribué à quelques-uns des membres de l'AMS.
3. ↑  Liste des prix de l'Académie des sciences 2017 (consulté le 17/8/2017 à 12 h 30).